# Bạch Kính Đình
Bạch Kính Đình (tiếng Trung: 白敬亭; bính âm: Báijìngtíng, sinh ngày 15 tháng 10 năm 1993 tại Hoài Nhu, Bắc Kinh, Trung Quốc) là một diễn viên, ca sĩ và người mẫu người Trung Quốc. Anh ấy trở nên nổi tiếng sau khi đóng vai trong Em Là Thành Trì Doanh Lũy Của Anh, Khởi Đầu và Khó dỗ dành. Anh đã cho ra mắt cửa hàng kinh doanh đầu tiên của mình với tên hiệu "GoodBai". Vào tháng 8, tượng sáp cá nhân của Bạch Kính Đình chính thức lọt vào danh sách Madame Tussauds Bắc Kinh. Anh được xuất hiện trong Danh sách 100 Người nổi tiếng của Forbes Trung Quốc năm 2019 và Danh sách 30 người ưu tú dưới 30 tuổi của Forbes Trung Quốc năm 2019 và anh được chọn vào Danh sách Người nổi tiếng của Forbes Trung Quốc năm 2020.

## Đầu đời và học vấn
Bạch Kính Đình sinh ra trong một gia đình người Mãn ở Hoài Nhu. Anh xuất thân từ một gia đình khiêm tốn và bố anh ấy là một tài xế taxi. Ở trường trung học cơ sở, anh ta đã chọn tập thể thao và học chuyên ngành nhảy xa. Ngay từ khi còn nhỏ, anh đã bắt đầu học một số loại nhạc cụ; Anh đã tham gia các cuộc thi piano và đã đỗ chứng chỉ năng lực không chuyên lớp 10.  Anh ta tốt nghiệp tại Đại học Sư phạm Thủ đô khoa Thanh nhạc, chuyên ngành ghi âm.
Khi còn là sinh viên năm nhất, Bạch Kính Đình đã quyết định trở thành một diễn viên. Anh nộp hồ sơ tham gia buổi thử giọng của Hàn Quốc và làm thực tập sinh trong một công ty Hàn Quốc. Sau đó, anh tiếp xúc với một số người trong ngành. cờ một người phiên dịch của anh ấy trong một công ty Hàn Quốc vã đang tuyển diễn viên và giới thiệu anh ấy đi thử vai.

### Sở thích
Bạch Kính Đình là người người yêu thích thể thao, là một fan hâm mộ bóng rổ. Anh đã tiếp xúc với bóng rổ từ hồi tiểu học, sau đó tham gia "Cuộc thi bóng rổ nghiệp dư" của Trung Quốc. Anh cũng tập điền kinh khi còn ở trong đội của trường, và đã giành chức vô địch đẩy tạ và nhảy cao.

## Sự nghiệp

### 2014-2015: Ra mắt sớm
- Năm 2014, Năm 2014, Bạch Kính Đình ra mắt trong bộ phim truyền hình trực tuyến Sohu "Năm tháng vội vã".[15] Sau nhiều lần thử vai, anh đã nhận được vai nam chính thứ hai là Kiều Nhiên. Đạo diễn Diêu Đình Đình cho biết: "Anh ấy ấn tượng với đôi mắt trẻ trung trong trẻo của Bạch Kính Đình".[16]
- Tháng 3 năm 2015, Bạch Kính Đình đóng vai chính trong hai bộ phim "Ma thuật xúc luyến" và "Hành trình độc nhất" cùng với nữ diễn viên với Quan Hiểu Đồng.
- Vào tháng 4 cùng năm, anh vào vai Sơ Nguyên trong bộ phim thần tượng thiếu niên "Thiếu nữ toàn phong" được chuyển thể từ tiểu thuyết cùng tên của tác giả Minh Hiểu Khê. Để phù hợp với hình tượng So Nguyen trong tác phẩm gốc, anh đã giảm vài kg và luyện tập võ thuật trong quá trình quay phim.[17]
- Tháng 9 cùng năm, anh quyết định tham gia ghi hình cho chương trình tài liệu thực tế phiêu lưu tự nhiên quy mô lớn "Mạo hiểm cùng Bear" của Dragon TV. Chương trình yêu cầu các minh tinh phải sinh tồn trong điều kiện khép kín và khó khăn trong khu rừng hoang dã và nguy hiểm ở Lệ Ba, Quý Châu trong vòng 15 ngày. Bạch Kính Đình đã thể hiện sự điềm tĩnh, lòng dũng cảm và tinh thần chiến đấu trong nhân vật của mình.

### 2016: Chương trình tạp kỹ
- Bộ phim điện ảnh "Thanh xuân của ai không mơ hồ" do Bạch Kính Đình thủ vai chính đã được phát hành vào ngày 22 tháng 4, chỉ sau ba ngày khi phát hành, bộ phim đã vượt 100 triệu nhân dân tệ tại phòng vé, đồng thời nhận được nhiều lời khen ngợi.[18]
- Tháng 4 cùng năm, anh tham gia chương trình tạp kỹ về lý luận ngôi sao đầu tiên của Trung Quốc "Minh tinh đại trinh thám", ban đầu anh chỉ xuất hiện với tư cách khách mời để quảng bá các tác phẩm điện ảnh, nhưng màn thể hiện chói sáng của Bạch Kính Đình trong chương trình đã được ê-kíp và khán giả yêu mến. Sự nổi tiếng của anh ấy đã tăng vọt và anh trở thành khách mời thường trú từ mùa đầu tiên đến mùa thứ năm của chương trình, đồng chủ trì với Hà Cảnh và Ngô Ánh khiết (Quỷ Quỷ).[19]
- Tháng 7 cùng năm, anh cùng với Vương Khải, Tỉnh Bách Nhiên và Vương Gia Nhĩ đã tham gia chương trình tạp kỹ của đài truyền hình vệ tinh Giang Tô "Fighting Man" (chúng ta chiến đấu thôi).
- Tháng 8 cùng năm, anh vào vai Lục Chi Ngang cùng đóng bộ phim "Hạ chí chưa tới", được chuyển thể từ tiểu thuyết cùng tên của nhà văn Quách Kính Minh.[20]

### 2017-2019: Phát triển ổn định
- Đầu năm 2017, Bạch Kính Đình tham gia ghi hình "Minh tinh đại trinh thám mùa 2". Vào tháng 1 cùng năm, chương trình thực tế "Chạm không tới TA" (触不到的TA) được phát sóng.
- Vào tháng 5, bộ phim cổ trang đầu tiên "Thiên thịnh trường ca" bắt đầu quay tại Tương Dương, Bạch Kính Đình đóng vai võ sư Cố Nam Y lãnh đạm và trầm tĩnh, anh đóng chung với Trần Khôn và Nghê Ni.[21]
- Vào tháng 1 năm 2018, sau khi kết thúc quá trình quay bộ phim cổ trang " Thiên thịnh trường ca", Bạch Kính Đình đã tham gia mùa thứ ba của "24 giờ" với tư cách là thành viên.
- Vào tháng 3 cùng năm, bộ phim truyền hình truyền cảm hứng dành cho tuổi trẻ "Sơ Thần, là em cố ý lãng quên anh" do Tôn Di vai Lê Sơ Dao và Bạch Kính Đình vai Lý Lạc Thư đóng chính đã được khởi quay tại Hàng Châu. Bộ phim được chuyển thể từ tiểu thuyết cùng tên của Tử Nguyệt.
- Vào tháng 8, tham gi "Dunk Of China mùa 2" (这！就是灌篮第二季) với tư cách là những người khởi xướng, Sun Yue và Wang Shipeng với tư cách là huấn luyện viên thường trú, được công chiếu trên Youku.

### 2020: Đột phá
- Bạch Kính Đình cùng với Triệu Hựu Đình đóng vai chính trong bộ phim truyền hình thực tế nơi công sở "Vinh quang bình phàm" được chuyển thể từ truyện tranh Hàn Quốc "Mùi đời" (未生). Bạch Kính Đình đóng vai Tôn Dịch Thu, một thực tập sinh trẻ tuổi và thiếu kinh nghiệm tại nơi làm việc.[22]
- Vào tháng 7, bộ phim tình cảm hài hước đô thị hiện đại "8090" hợp tác cùng Ngô Thiến và Nghê Đại Hồng khai máy ở Nam Kinh, hoàn thành vào ngày 26 tháng 10. Bạch Kính Đình đóng vai nhân viên bán hàng Qua Tam Sảng có tài hùng biện, thông minh và lanh lợi.
- Tháng 11, bộ phim truyền hình "Thời đại mới của chúng ta: Bởi vì có nhà" cùng với Đàm Tùng Vận đóng chính đã được khởi quay tại Lệ Thủy, Chiết Giang, anh đóng vai chính Trang Tiểu Đống. Trong nửa năm đầu quay phim, anh luôn chủ động tìm hiểu kiến thức về streamer và livestream với hàng hoá.
- Vào ngày 11 tháng 11, phần hai bộ phim ngắn tương tác của show "Minh tinh đại trinh thám" "Nhân vật mục tiêu". Sau khi phim được phát sóng đã nhận được nhiều lời khen ngợi từ khán giả, với số điểm 8,7 trên Douban và 9,3 trên Zhihu.[23]

### 2021: sự nổi tiếng
- Vào tháng 3, bộ phim "Em là thành trì doanh lũy của anh" đã được phát sóng,[24] Bạch Kính Đình đóng vai đội trưởng đội SWAT trẻ tuổi Hình Khắc Lũy trong bộ phim tình cảm đô thị hiện đại cùng với Mã Tư Thuần, nó vượt mốc 100 triệu lượt xem chỉ sau ba ngày, bộ phim đã được xếp ở vị trí số 1 trong danh sách thống trị hàng tuần trong ba tuần liên tiếp danh tiếng và xếp hạng của phim liên tục duy trì ở mức cao.[25] Năm 2021, anh là một trong những nam minh tinh lọt danh sách “最佳演技派”陆剧男星, lọt top TOP 10 "hot search Weibo" minh tinh trong nửa đầu năm, và được đề cử cho giải Nam diễn viên Xuất sắc nhất tại Liên hoan Truyền hình Quốc tế Seoul do Hiệp hội Phát thanh Truyền hình Hàn Quốc tổ chức.[26]
- Vào tháng 3, bộ phim truyền hình tranh đấu tuổi trẻ đầy nhiệt huyết "Vinh Quang Bóng Bàn" do Hứa Ngụy Châu và Bạch Kính Đình. Bạch Kính Đình đóng vai Từ Thản, một người ốm yếu từ nhỏ nhưng khao khát đạt được đỉnh cao trong sự nghiệp bóng bàn thân yêu của mình.[27]
- Vào tháng 6, anh hợp với với Triệu Kim Mạch đóng vai chính trong bộ phim "Khởi đầu" (Khai đoan/ Reset), phim khai thác đề tài vòng lặp thời gian được chuyển thể từ tiểu thuyết cùng tên của tác giả Kỷ Đảo Quân. Nội dung phim kể về câu chuyện "chết đi sống lại" của lập trình viên trò chơi Tiêu Hạc Vân (Bạch Kính Đình) và cô sinh viên trẻ Lý Thi Tình (Triệu Kim Mạch) sau khi gặp phải vụ tai nạn nổ xe buýt.[28][29] Sau khi được phát sóng vào tháng 1 năm 2022, bộ phim đã nhận được rất nhiều lời khen ngợi.[30]
- Tháng 11, Bạch Kính Đình hợp tác với Điền Hi Vi trong bộ phim truyền hình "Tân Xuyên Nhật Thường", được chuyển thể từ tiểu thuyết "Thanh Xuyên Nhật Thường" của tác giả Đa Mộc Mộc Đa. Trong phim Bạch Kính Đình đóng vai nam chính Lục Thiếu Chủ Doãn Tranh .[31]

## Sự nghiệp âm nhạc
Vào tháng 12 năm 2017, Bạch Kính Đình tham gia buổi hòa nhạc đêm giao thừa của đài truyền hình vệ tinh Hồ Nam, anh vừa đánh piano vừa hát tại đêm hội. Vào ngày 4 tháng 5 năm 2021, anh tham gia vào buổi Gala  của đài CCTV và hát bài "Quân lễ" (军礼)  cùng với Trương Bân Bân. Ngày 8 tháng 5, Bạch Kính Đình đã phát hành đĩa đơn solo đầu tiên "No Sugar (ZERO)" với Netease Cloud Music trong "Happy Camp".

## Diễn xuất

### Điện ảnh
| Năm  | Tên phim                      | Vai diễn           | Ghi chú   | Chú thích |
| ---- | ----------------------------- | ------------------ | --------- | --------- |
| 2015 | Ma thuật xúc luyến            | Khương Nghĩa Triết | Vai chính | [ 34 ]    |
| 2016 | Thanh xuân của ai không mơ hồ | Cao Tường          | Vai chính | [ 35 ]    |
| 2021 | Cuộc sống mới của chúng ta    | Tiểu Bạch          | Khách mời | [ 36 ]    |

### Phim truyền hình
| Năm  | Tên phim                                                 | Vai diễn            | Ghi chú   | Chú thích |
| ---- | -------------------------------------------------------- | ------------------- | --------- | --------- |
| 2014 | Năm Tháng Vội Vã                                         | Kiều Nhiên          | Nam phụ   | [ 37 ]    |
| 2014 | Cực Phẩm Nữ Sĩ (极品女士)                                | Tiểu Bạch           |           |           |
| 2015 | Thiếu Nữ Toàn Phong                                      | Dụ Sơ Nguyên        | Nam phụ   | [ 38 ]    |
| 2017 | Hạ Chí Chưa Tới                                          | Lục Chi Ngang       | Nam phụ   | [ 39 ]    |
| 2018 | Thiên Thịnh Trường Ca                                    | Cố Nam Y            | Thứ chính | [ 40 ]    |
| 2020 | Vinh Quang Bình Phàm                                     | Tôn Dịch Thu        | Vai chính | [ 41 ]    |
| 2020 | Nhân Vật Mục Tiêu                                        | Hách Nhiên/ Hách Kỳ | Vai chính | [ 42 ]    |
| 2020 | Rạng rỡ như ánh bình minh (Sơ Thần, Là Em Cố Ý Quên Anh) | Lý Lạc Thư/Sơ Thần  | Vai chính | [ 43 ]    |
| 2021 | Em Là Thành Trì Doanh Lũy Của Anh                        | Hình Khắc Lũy       | Vai chính | [ 44 ]    |
| 2021 | Vinh Quang Bóng Bàn                                      | Từ Thản             | Vai chính | [ 45 ]    |
| 2021 | 8090 (八零九零-Octogenarians And The 90s)                | Qua Tam Sảng        | Vai chính | [ 46 ]    |
| 2021 | Thời đại mới của chúng ta: Bởi vì có nhà                 | Trang Tiểu Đống     | Vai chính | [ 47 ]    |
| 2022 | Khởi Đầu                                                 | Tiêu Hạc Vân        | Vai chính | [ 48 ]    |
| 2022 | Khanh Khanh Nhật Thường                                  | Doãn Tranh          | Vai chính | [ 49 ]    |
| 2023 | Trường Phong Độ                                          | Cố Cửu Tư           | Vai chính | [ 50 ]    |
| 2023 | Trợ Lý Của Tôi Không Đơn Giản                            | Chu Nghiệp Văn      | Vai phụ   | [ 51 ]    |
| 2024 | Nam Lai Bắc Vãng                                         | Uông Tân            | Vai chính | [ 52 ]    |
| 2025 | Khó dỗ dành                                              | Tang Diên           | Vai chính | [ 53 ]    |
| 2025 | Justifiable Defense                                      | Li Mufeng           | Vai chính | [ 54 ]    |

## Show truyền hình
| Năm  | Tên                            | Tên tiếng Trung  | Vai trò            | Ghi chú |
| ---- | ------------------------------ | ---------------- | ------------------ | ------- |
| 2015 | Survivor Games                 | 跟着贝尔去冒险   | Thành viên cố định | [ 55 ]  |
| 2016 | Minh tinh đại trinh thám       | 明星大侦探       | Thành viên cố định |         |
| 2016 | Fighting Man                   | 我们战斗吧       | Thành viên cố định | [ 56 ]  |
| 2017 | Minh tinh đại trinh thám Mùa 2 | 明星大侦探第二季 | Thành viên cố định | [ 57 ]  |
| 2017 | Minh tinh đại trinh thám Mùa 3 | 明星大侦探第三季 | Thành viên cố định | [ 58 ]  |
| 2018 | 24h Mùa 3                      | 二十四小时第三季 | Thành viên cố định | [ 59 ]  |
| 2018 | Minh tinh đại trinh thám Mùa 4 | 明星大侦探第四季 | Thành viên cố định | [ 60 ]  |
| 2019 | Minh tinh đại trinh thám Mùa 5 | 明星大侦探第五季 | Thành viên cố định | [ 61 ]  |
| 2020 | Minh tinh đại trinh thám Mùa 6 | 明星大偵探第六季 | Thành viên cố định | [ 62 ]  |

## Âm nhạc

### Singles
| Năm  | Album                   | Tên bài hát             | Ghi chú                   | Chú thích |
| ---- | ----------------------- | ----------------------- | ------------------------- | --------- |
| 2021 | Không thêm đường (ZERO) | Không thêm đường (ZERO) | Single của Bạch Kính Đình | [ 63 ]    |

### OST
| Năm  | Album                         | Tên bài hát                  | Ghi chú                                          | Chú thích |
| ---- | ----------------------------- | ---------------------------- | ------------------------------------------------ | --------- |
| 2014 | Năm tháng vội vã              | Một đoá (一朵)               | —                                                | [ 64 ]    |
| 2014 | Năm tháng vội vã              | Nhất lộ (一路)               | Với Dương Lặc, Đỗ Duy Hạn                        | [ 64 ]    |
| 2016 | Thanh xuân của ai không mơ hồ | Thanh mang (青茫)            | Với Lý Hoành Nghị, Đinh Quán Sâm, Triệu Văn Long | [ 65 ]    |
| 2016 | Fighting Man                  | Bài hát chủ đề cùng tên      | Với Tỉnh Bách Nhiên, Dương Thước                 |           |
| 2021 | Vinh Quang Bóng Bàn           | Vinh Quang Bóng Bàn          | Với Hứa Ngụy Châu                                |           |
| 2021 | Vinh Quang Bóng Bàn           | Một trái một phải (一左一右) | —                                                | [ 66 ]    |

## Giải thưởng và đề cử
| Năm  | Lễ trao giải                                                   | Giải thưởng                                                               | Kết quả   | Chú thích     |
| ---- | -------------------------------------------------------------- | ------------------------------------------------------------------------- | --------- | ------------- |
| 2015 | Lễ trao giải nhân vật chương trình ngôi sao thời trang của năm | Tân binh thời trang của năm                                               | Đoạt giải | [ 67 ]        |
| 2016 | Lễ trao giải OK! Style awards lần thứ 2                        | Diễn viên mới được yêu thích nhất của năm                                 | Đoạt giải | [ 68 ]        |
| 2016 | Đêm kỷ niệm 12 năm của Keep Curious FHM                        | Nghệ sĩ triển vọng nhất                                                   | Đoạt giải | [ 69 ]        |
| 2016 | Đêm hội COSMO Thượng Điển                                      | Thần tượng thiếu niên của năm                                             | Đoạt giải |               |
| 2016 | Liên hoan điện ảnh sinh viên Quảng Châu lần thứ 13             | Nhân vật được yêu thích (Cao Tường trong Thanh xuân của ai không mơ hồ)   | Đoạt giải | [ 70 ]        |
| 2016 | Giải thưởng Youku Young Choice                                 | Hình mẫu sức hút của năm                                                  | Đoạt giải | [ 71 ]        |
| 2017 | Giải thưởng Netease Attitude                                   | Giải Diễn viên trẻ                                                        | Đoạt giải | [ 72 ]        |
| 2020 | Liên hoan kịch nói toàn quốc 2020                              | Nam diễn viên trẻ thăng tiến                                              | Đoạt giải | [ 73 ]        |
| 2020 | Đêm đầy sao Douyin                                             | Diễn viên biểu hiện tốt nhất năm                                          | Đoạt giải | [ 74 ]        |
| 2021 | Liên hoan phim truyền hình chất lượng                          | Diễn viên có phim nhận được sự chú ý từ giới truyền thông                 | Đoạt giải | [ 75 ]        |
| 2021 | Liên hoan phim truyền hình chất lượng                          | Nam diễn viên nhận được sự chú ý trên Weibo                               | Đoạt giải |               |
| 2021 | Dung Bình truyền bá thịnh điển lần thứ 2                       | Diễn viên năng động của năm                                               | Đoạt giải |               |
| 2021 | Tiệc thường niên của Harper's Bazaar                           | ICON sự quyến rũ của năm                                                  | Đoạt giải | [ 76 ] [ 77 ] |
| 2021 | Liên hoan truyền hình quốc tế Seoul lần thứ 16                 | Nam diễn viên chính xuất sắc nhất (Em là thành trì doanh lũy của anh)     | Đề cử     | [ 78 ]        |
| 2021 | Sự kiện tạp chí Trí Tộc GQ nhân vật của năm                    | Hình mẫu sức hút của năm                                                  | Đoạt giải |               |
| 2021 | Giải thưởng Hoa đỉnh lần thứ 32                                | Nam diễn viên truyền hình Trung Quốc xuất sắc nhất (Vinh Quang Bình Phàm) | Đề cử     | [ 79 ]        |